# Мемфис Монро
Мемфис Монро (англ. Memphis Monroe, род. 23 марта 1985 года) — американская порноактриса.

## Биография
Монро родилась в Новом Орлеане, а выросла в Луисвилле, Кентукки. Она работала в ресторане Hooters и позировала для их календаря. Отметив своё восемнадцатилетие, она начала сниматься обнажённой, а с апреля 2005 года сниматься в порнофильмах.
В мае 2005 года она снялась для разворота журнала Hustler, а в декабре её фотография появилась на обложке этого журнала. В ноябре она заключила эксклюзивный контракт с Hustler. Монро продлила контракт в декабре 2006 года, но в августе 2007 года покинула компанию.

## Премии и номинации
- 2008 номинация на XBIZ Award — Исполнительница года[4]
- 2009 AVN Award — Best All-Girl Group Sex Scene — Cheerleaders (вместе с Adrenalynn, Джесси Джейн, Шай Джордан, Брианной Лав, Прией Рай, Софией Санти, Стоей и Лекси Тайлер)[5]